# Vogelweide (Roman)
Vogelweide ist ein Roman des deutschen Schriftstellers Uwe Timm, der im August 2013 beim Verlag Kiepenheuer & Witsch erschien und auf die Longlist des Deutschen Buchpreises gelangte. In einer Konstellation, die von Rezensenten häufig mit Goethes Wahlverwandtschaften verglichen wurde, beschreibt Timm eine Liebesaffäre zwischen einem liierten Mann und der Ehefrau eines befreundeten Paares. Erzählt wird die Geschichte von einer unbewohnten Nordseeinsel aus, auf deren Einsamkeit sich der Mann zurückgezogen hat.

## Inhalt

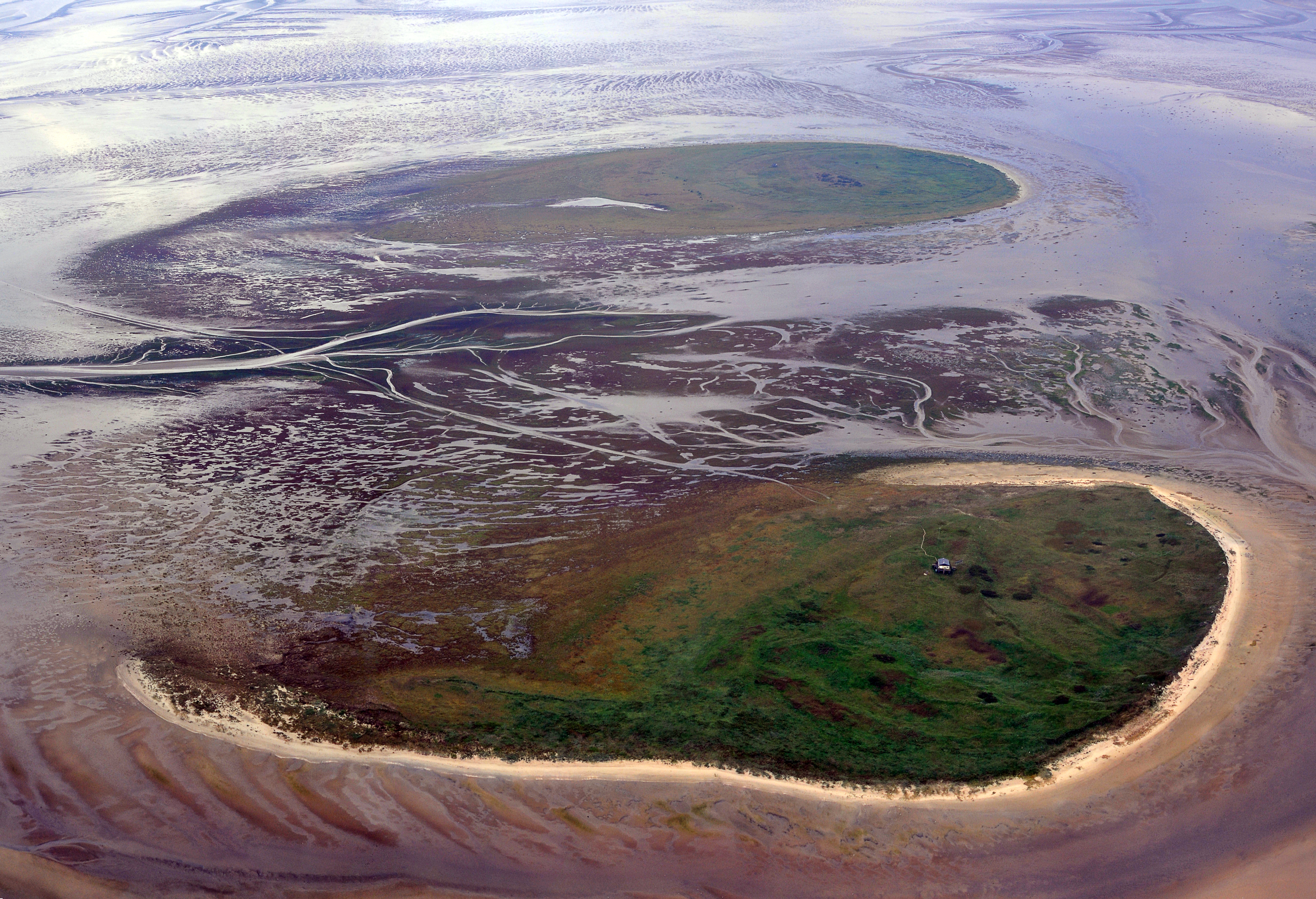
Die Inseln Scharhörn (im Vordergrund) und Nigehörn

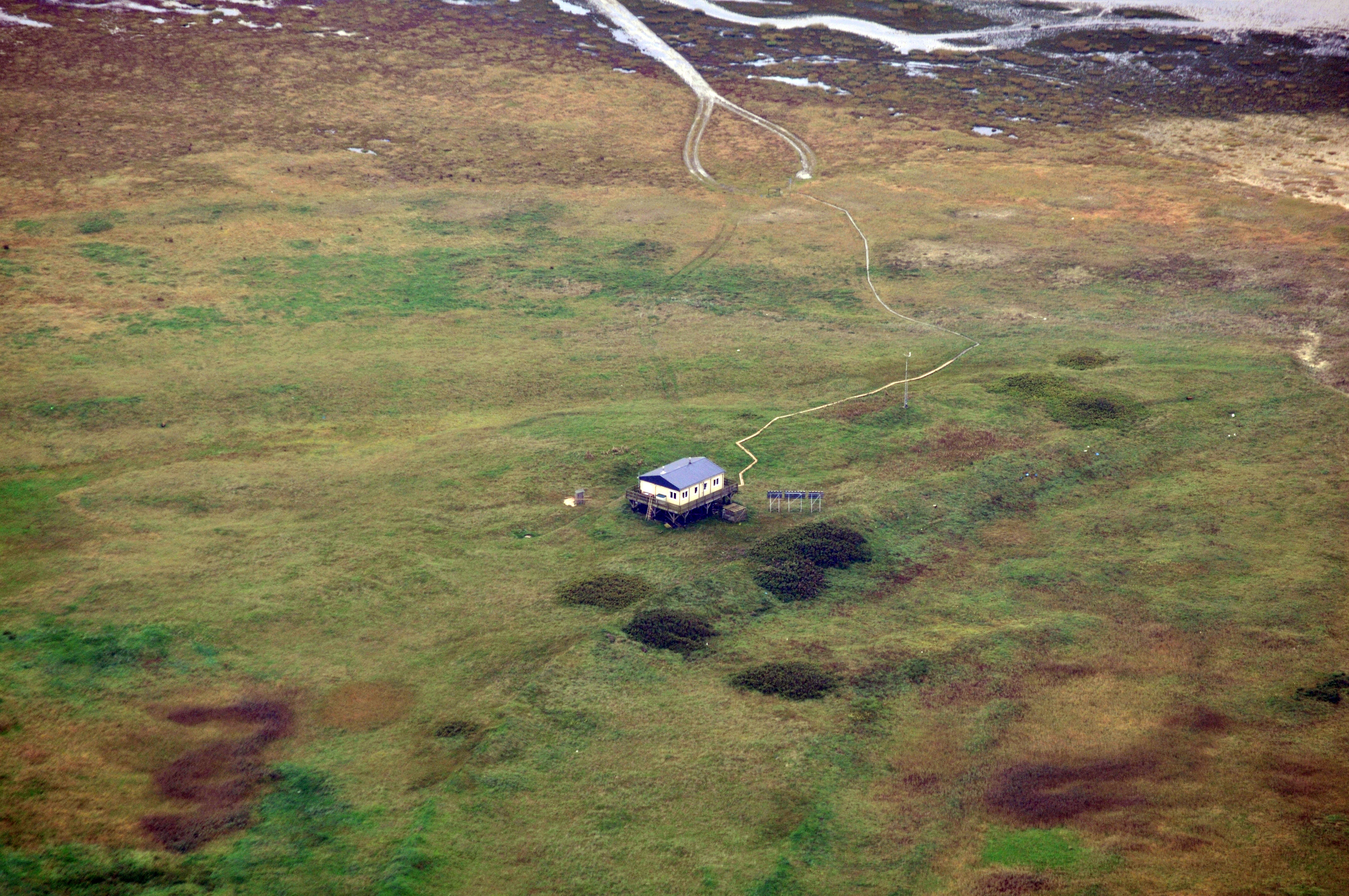
Haus des Vogelwarts auf Scharhörn

Christian Eschenbach, ein Konkurs gegangener Softwareunternehmer, lebt zurückgezogen als Vogelwart auf der unbewohnten Nordseeinsel Scharhörn. Neben der Vogelbeobachtung hat er viel Zeit für seine Studien über den biblischen Propheten Jonas und die Auswertung einer Befragung zum Thema Begehren im Auftrag der führenden deutschen Meinungsforscherin. Seine einzige Begleitung bildet die Präsenz jener Menschen, die ihm auf seinem Lebensweg begegnet sind und die manchmal wie Geister in seiner Hütte Gestalt anzunehmen scheinen. In diese Einsamkeit hinein erreicht ihn ein Anruf seiner früheren Geliebten Anna, die ihren Besuch ankündigt, dem Eschenbach mit einer Mischung aus Freude und Furcht entgegenblickt.
Eschenbach blickt auf sein Leben zurück. Aus Protest gegen seine linken Eltern studierte er Theologie, doch sein Glaube reichte nicht aus, um Pfarrer zu werden. Stattdessen gründete er ein Softwareunternehmen, mit dem er Ablaufprozesse seiner Auftraggeber optimierte und über Jahre hinweg sehr erfolgreich war, bis die Auszahlung eines verhassten Teilhabers und wegbrechende Aufträge zur Insolvenz führten. Nachdem er seinen materiellen Besitz verloren hatte, fand Eschenbach das wertvolle Gut der Zeit wieder, und er nahm auf unterschiedlichen Gebieten kleine Aufträge an, so zuletzt als Ersatzvogelwart auf Scharhörn.
Von Ehefrau und erwachsener Tochter getrennt lebend, führte Eschenbach lange eine Beziehung zur polnischen Silberschmiedin Selma, die nachgemachten Hopi-Schmuck verkauft. Obwohl die Beziehung glücklich war, verliebte er sich in die Latein- und Kunstlehrerin Anna, die er auf einem Vortrag kennengelernt hatte. Auch Anna führte eine harmonische Ehe mit dem Architekten Ewald und zwei gemeinsamen Kindern, und beide Paare freundeten sich an. Als Eschenbach und Anna eine heimliche, dafür umso leidenschaftlichere Affäre begannen, taten sie das mit einem Gefühl von Maßlosigkeit, bis Anna die Schuldgefühle gegenüber ihrem Mann nicht länger ertrug. Sie brach die Beziehung zu Eschenbach ab, just in jenem Moment, als dieser in Konkurs ging, verließ nach ihrem Geständnis auch ihren Ehemann und zog mit den Kindern zu ihrem Bruder nach Amerika, wo sie eine Galerie eröffnete.
Nachdem der verlassene Ewald seine Wut zuerst an seinem Freund ausgelassen hatte, fand er bald Trost bei der ebenfalls betrogenen Selma. Er begann eine Beziehung mit der Polin und schenkte ihr jenes Kind, das Eschenbach ihr all die Jahre verweigert hatte. Auch Anna gebar nach der Überfahrt ein Kind, bei dem weder Eschenbach noch Ewald je nach der Vaterschaft fragten. Erst als seine ehemalige Geliebte ihn fünf Jahre später auf der Insel besucht, erfährt Eschenbach, dass sie den Jungen auf den Namen Jonas getauft hat. Er erfährt auch, dass Anna Leukämie hat und sich wegen eines Arztbesuches in Deutschland aufhält. Sie möchte mit ihm ihren Frieden machen, ehe sie wieder nach Amerika zurückkehrt, wo eine Chemotherapie mit fraglichem Ausgang auf sie wartet. Die beiden Liebenden verbringen eine letzte Nacht miteinander. Nachdem Anna abgereist ist, spürt Eschenbach noch immer ihre Präsenz auf der Insel, und er weiß, dass es Tage dauern wird, bis sich seine vertrauten Geister wieder einfinden werden.

## Interpretation

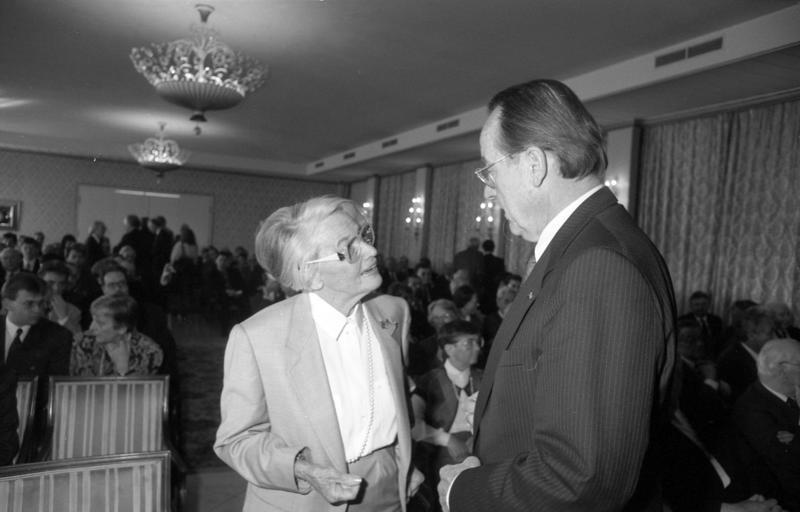
Elisabeth Noelle-Neumann, das Vorbild der „Norne“ (1991)

Laut Sandra Kegel steckt Vogelweide voller Anspielungen von „Shakespeare über Storm bis zu Shackleton“, von „Keats und Goethe, Luther und Luhmann“. Dies beginnt mit dem Titel, einem Verweis auf den mittelalterlichen Minnesänger Walther von der Vogelweide, und dem Namen der Hauptfigur, der auf dessen Zeitgenossen Wolfram von Eschenbach anspielt – beide zusammen gehören zum Personal von Richard Wagners Liebesoper Tannhäuser. Hinter der im Roman bloß „Norne“ genannten Meinungsforscherin verbirgt sich die Karikatur Elisabeth Noelle-Neumanns. Weitere aktuelle Bezüge gelten Margot Käßmann oder Ronald Reagan. Der gefallene Eschenbach liest ausgerechnet Don DeLillos Falling Man, und die Abreise seiner Geliebten erinnert an Madame Bovary.
Insbesondere auf Goethes Wahlverwandtschaften und das Motiv zweier befreundeter Paare, die in geänderter Konstellation zueinanderfinden, heben die meisten Rezensenten ab. Sigrid Löffler beschreibt: „Es geht um den Konflikt zwischen Begierde und Moral“, den Timm „unter heutigen Bedingungen untersucht.“ Dabei spiegelt er laut Meike Feßmann die Sehnsüchte der Menschen nach Erlösung in religiösen Motiven: „In einer Gesellschaft, die an der Auflösung von Solidaritäten aller Art arbeitet, kann es ein revolutionärer Akt sein, an lebenslangen Bindungen festzuhalten.“ Kristine Maidt-Zinke erkennt vielmehr eine „gepflegte Fremdgängerei in saturierten Kreisen“, die mit allerlei Zitaten „mühsam auf eine höhere Diskursebene gehievt wird“. Der Roman präsentiert die Liebe laut Sandra Kegel „in allen Erscheinungsformen“ bis hin zu den „seelenlosen Kontaktbörsen“ des Internets. Für Christoph Schröder geht es darum, „eine bürgerlich-saturierte Welt mit all ihren Annehmlichkeiten erst in all ihrer Pracht herzustellen, um sie anschließend umso effektiver scheitern zu lassen.“ Während Paul Jandl eine „Höllenfahrt durch die moralischen Standards der bürgerlichen Gesellschaft“ miterlebt, verfolgt Martin Halter „eine Meditation über Gott und die Welt, das Glück des Augenblicks und die Kunst des Abschieds“.

## Rezeption
Vogelweide fand in den deutschsprachigen Feuilletons ein geteiltes Echo. Der Roman gelangte auf die SWR-Bestenliste und die Longlist des Deutschen Buchpreises 2013.
Laut Sigrid Löffler versuchte Timm seine Liebeskonstellation „mit fast altmodisch anmutender, moralischer Ernsthaftigkeit durchzudiskutieren, so, als gelte heute noch die Ehemoral der Romane Tolstojs, Flauberts oder Fontanes.“ Dies geschehe „auf ebenso sympathische wie etwas zeitgeist-entrückte Weise“. Martin Halter las „ein abgeklärtes Buch, in sich ruhend, heiter gelassen“, erzählt mit „feiner Ironie, melancholischer Trauer und gelegentlich zornigem Sarkasmus“. Iris Radisch fand in dem Roman eine unterhaltsame „Innenaufnahme […] aus dem Gefühlskosmos der arrivierten deutschen Mittelschicht“, wobei allerdings ein „leicht selbstgefälliger Ton“ mit „artiger Konventionalität“ von ihr gerügt wurde. Für Meike Feßmann war Vogelweide „ein fragender, ein tastender Roman, der uns keine Meinung aufdrängt. Seine Haltung ist philosophisch, er regt uns zum Nachdenken an, während er uns eine Geschichte voller schöner Widersprüche erzählt.“
Für Sandra Kegel warf Uwe Timm „einen überreflektierten Blick auf unsere Wirklichkeit, der zu stereotypen Bildern führt.“ Die „Erörterungen zur Leidenschaft“ würden selbst „zur unfreiwilligen Passionsgeschichte“. Kristina Maidt-Zinke beschrieb: „Irritierend tief sinkt der Roman in den handwarmen Schlick eines Berliner Lifestyle-Milieus ein“. Für Paul Jandl ist der Roman, den man gegen den Strich lesen müsse, an einigen Stellen „nicht einmal mehr altmodisch, sondern wirkt fast schon verstockt“. Sarah Schaschek beschwerte sich über die Form des Romans: „Kapitel gibt es keine, Dialoge stehen ohne Hinweise mitten im Text. Da ist nur ein steter Erzählfluss, der die einzelnen Gedankeninseln umspült.“ Es werde „von einer Sehnsucht erzählt, die literarisch nicht greift.“ Christoph Schröder sieht Vogelweide am Ende „buchstäblich versandet“.

## Ausgaben
- Uwe Timm: Vogelweide. Kiepenheuer & Witsch, Köln 2013, ISBN 978-3-462-04571-0.
- Uwe Timm: Vogelweide. Gelesen von Burghart Klaußner. Random House Audio, Köln 2013, ISBN 978-3-8371-2273-2.

## Rezensionen
- Meike Feßmann: Ehebruch und Einöde. In: Der Tagesspiegel vom 24. August 2013.
- Martin Halter: Ornithologische Verwandtschaften. In: Badische Zeitung vom 17. August 2013.
- Paul Jandl: Uwe Timms Utopia liegt auf der Insel Neuwerk. In: Die Welt vom 22. August 2013.
- Sandra Kegel: Was kostet ein Kilo Begehren? In: Frankfurter Allgemeine Zeitung vom 16. August 2013.
- Sigrid Löffler: Zwischen Begierde und Moral. Auf: Deutschlandradio Kultur vom 10. Oktober 2013.
- Kristine Maidt-Zinke: Strähnen, die sich seitlich lösen. In: Süddeutsche Zeitung vom 3. September 2013.
- Iris Radisch: Lesetipps mit Iris Radisch: „Vogelweide“. Auf: Zeit Online vom 6. September 2013.
- Sarah Schaschek: Treffen sich vier. In: Die Zeit vom 2. Oktober 2013.
- Christoph Schröder: Falling Man auf Scharhörn. In: die tageszeitung vom 24. August 2013.